# Сероспинный лемур
Сероспинный лемур (лат. Lepilemur dorsalis) — вид лемуров из семейства Лепилемуровые. Эндемик Мадагаскара. Популяция уязвима ввиду разрушения среды обитания. Обитает влажные леса в северно-западной части Мадагаскара. Ночное животное, проводящее день в дуплах деревьев. Молодняк появляется на свет в период с августа по ноябрь, в помёте обычно один детёныш.